# Xã North Elkhorn, Quận Warren, Missouri
Xã North Elkhorn (tiếng Anh: North Elkhorn Township) là một xã thuộc quận Warren, tiểu bang Missouri, Hoa Kỳ. Năm 2010, dân số của xã này là 7.412 người.